# Bīghāpur Khurd
Bīghāpur Khurd är en ort i Indien.   Den ligger i distriktet Unnao och delstaten Uttar Pradesh, i den centrala delen av landet, 400 km sydost om huvudstaden New Delhi. Bīghāpur Khurd ligger 125 meter över havet och antalet invånare är 6 409.
Terrängen runt Bīghāpur Khurd är mycket platt. Runt Bīghāpur Khurd är det tätbefolkat, med 570 invånare per kvadratkilometer. Närmaste större samhälle är Purwa, 16,9 km nordost om Bīghāpur Khurd. Trakten runt Bīghāpur Khurd består till största delen av jordbruksmark.